# 自費出版
自費出版是指書籍作者自行委託出版社或印刷廠，以自己名義出版書籍，簡稱自版。為作者提供自費出版服務的出版社或印刷廠，於出版時向作者收取費用。
一般的商業出版社承擔編輯、裝訂、校閱和銷售的成本，並以大眾為其市場，而這一類的出版社使出版成本由作者承擔，因此以作者本身為市場。從出版社的角度來看，自費出版與一般出版最主要的差異，在於前者以提供「出版服務」來獲利，後者是以出版為工具、靠出版品銷售來獲利。
在出版階段，自費出版的作者需自行負擔出書的費用，但出書後所有成品皆為自己所有；因此若透過自費出版社將作品經銷到書店，銷售獲利絕大部份都屬於作者自己，而不屬於出版社。
在早期，自費出版是存在於個人與印刷廠之間的一種合作模式，作者直接透過印刷廠處理出書的程序，由於印刷廠多半不具備出版的專業（如校對、企劃、文案等），因此自費出版品多屬於無法進書店正式銷售且品質較低劣的出版品。後來隨著提供自費出版服務的出版社出現，自費出版的書籍才開始提升水平，並得以與一般出版社的書籍一起進入書店裡競爭，甚至創造出令人意外的銷售成果。以目前的發展來講，自費出版社與一般出版社所能提供的服務已幾乎沒有差別，書店也注意到兩者的差異日益縮小，因此也樂於與自費出版社合作賣書，而讀者也多半無法分辨出書店裡的哪些書是屬於「自費出版品」。
強納森·克里福特在1959年開始以「Vanity press」這個字來形容這一類的出版社。